# Comunità autonome della Spagna per indice di sviluppo umano
     > 0,91
     0,89 – 0,91
     0,87 – 0,89
     0,86 – 0,87
     < 0,86

Comunità autonome della Spagna per indice di sviluppo umano (2017)
> 0,91
0,89 – 0,91
0,87 – 0,89
0,86 – 0,87
< 0,86

Questa è una lista delle comunità autonome della Spagna più le due città autonome Ceuta e Melilla per indice di sviluppo umano 2021.
| Pos.                                | Comunità/città autonoma             | ISU (2021)                          | Comparabile con (2021)              |
| Indice di sviluppo umano molto alto | Indice di sviluppo umano molto alto | Indice di sviluppo umano molto alto | Indice di sviluppo umano molto alto |
| ----------------------------------- | ----------------------------------- | ----------------------------------- | ----------------------------------- |
| 1                                   | Madrid                              | 0,94                                | Finlandia                           |
| 2                                   | Paesi Baschi                        | 0,932                               | Lussemburgo                         |
| 3                                   | Navarra                             | 0,926                               | Giappone                            |
| 4                                   | Catalogna                           | 0,916                               | Austria                             |
| 5                                   | Aragona                             | 0,912                               | Emirati Arabi Uniti                 |
| 6                                   | La Rioja                            | 0,91                                | Emirati Arabi Uniti                 |
| 7                                   | Castiglia e León                    | 0,906                               | Spagna                              |
| –                                   | Spagna (media)                      | 0,905                               |                                     |
| 8                                   | Cantabria                           | 0,904                               | Spagna                              |
| 9                                   | Galizia                             | 0,90                                | Francia                             |
| 10                                  | Asturie                             | 0,90                                | Francia                             |
| 11                                  | Comunità Valenciana                 | 0,895                               | Italia                              |
| 12                                  | Murcia                              | 0,882                               | Grecia                              |
| 13                                  | Isole Baleari                       | 0,876                               | Polonia                             |
| 14                                  | Andalusia                           | 0,874                               | Lituania                            |
| 15                                  | Isole Canarie                       | 0,871                               | Lituania                            |
| 16                                  | Castiglia-La Mancia                 | 0,87                                | Portogallo                          |
| 17                                  | Estremadura                         | 0,867                               | Portogallo                          |
| 18                                  | Ceuta                               | 0,856                               | Andorra                             |
| 19                                  | Melilla                             | 0,853                               | Cile                                |